# Bradypodion taeniabronchum
Bradypodion taeniabronchum (лат.) — редкий вид ящериц из семейства хамелеонов, обитающий на небольшой территории в Южной Африке близ залива Алгоа (en:Algoa Bay). Населяет горный финбош, часто встречаясь на растениях семейства Restionaceae.